# Rockwell City
Rockwell City ist eine Stadt (mit dem Status „City“) und Verwaltungssitz des Calhoun County im US-amerikanischen Bundesstaat Iowa. Das U.S. Census Bureau hat bei der Volkszählung 2020 eine Einwohnerzahl von 2.240 ermittelt.

## Geografie
Rockwell City liegt im nordwestlichen Zentrum Iowas. Der am Missouri gelegene Schnittpunkt der drei Bundesstaaten Iowa, Nebraska und South Dakota liegt rund 160 km westlich von Rockwell City. Die Grenze zu Minnesota verläuft 135 km nördlich der Stadt.
Die geografischen Koordinaten von Rockwell City sind 42°23′43″ nördlicher Breite und 94°38′02″ westlicher Länge. Das Stadtgebiet erstreckt sich über eine Fläche von 10,93 km² und verteilt sich über die Center und die Twin Lakes Township.
Nachbarorte von Rockwell City sind Manson (23 km nordöstlich), Knierim (21,7 km ostnordöstlich), Somers (19,3 km östlich), Rinard (18,9 km südöstlich), Lohrville (21,6 km südsüdöstlich), Lake City (22,6 km südwestlich) und Pomeroy (21 km nordnordwestlich).
Die nächstgelegenen größeren Städte sind die Twin Cities in Minnesota (Minneapolis und Saint Paul) (373 km nordnordöstlich), Rochester in Minnesota (333 km nordöstlich), Cedar Rapids (283 km ostsüdöstlich), Iowas Hauptstadt Des Moines (167 km südöstlich), Kansas City in Missouri (411 km südlich), Nebraskas größte Stadt Omaha (214 km südwestlich), Sioux City (154 km westlich) und South Dakotas größte Stadt Sioux Falls (286 km nordwestlich).

## Verkehr
Der in West-Ost-Richtung verlaufende U.S. Highway 20 führt in etwa 4 km Entfernung nördlich an der Stadt vorbei. Der Iowa State Highway 4 bildet die südwestliche Stadtgrenze von Rockwell City. Alle weiteren Straßen sind untergeordnete Landstraßen, teils unbefestigte Fahrwege sowie innerörtliche Verbindungsstraßen.
Von Nordwest nach Südost führt eine Eisenbahnlinie für den Frachtverkehr der Canadian National Railway (CN) durch das Stadtgebiet von Rockwell City.
Der nächste Flughafen ist der 177 km südöstlich gelegene Des Moines International Airport.

## Bevölkerung
Nach der Volkszählung im Jahr 2010 lebten in Rockwell City 1709 Menschen in 773 Haushalten. Die Bevölkerungsdichte betrug 156,4 Einwohner pro Quadratkilometer. In den 773 Haushalten lebten statistisch je 2,14 Personen.
Ethnisch betrachtet setzte sich die Bevölkerung zusammen aus 98,4 Prozent Weißen, 0,2 Prozent Afroamerikanern, 0,1 Prozent amerikanischen Ureinwohnern, 0,4 Prozent Asiaten sowie 0,1 Prozent aus anderen ethnischen Gruppen; 0,8 Prozent stammten von zwei oder mehr Ethnien ab. Unabhängig von der ethnischen Zugehörigkeit waren 0,4 Prozent der Bevölkerung spanischer oder lateinamerikanischer Abstammung.
21,8 Prozent der Bevölkerung waren unter 18 Jahre alt, 52,8 Prozent waren zwischen 18 und 64 und 25,4 Prozent waren 65 Jahre oder älter. 53,4 Prozent der Bevölkerung waren weiblich.
Das mittlere jährliche Einkommen eines Haushalts lag bei 43.594 USD. Das Pro-Kopf-Einkommen betrug 21.210 USD. 16,7 Prozent der Einwohner lebten unterhalb der Armutsgrenze.

## Persönlichkeiten
- Hubert Stanley Wall (* 1902 in Rockwell City; † 1971 in Austin), Mathematiker und Hochschullehrer